# Раман, Фрек
Фредерик (Фрек) Раман (нидерл. Frederik (Freek) Raman; 23 мая 1905; Амстердам — 6 декабря 1952) — нидерландский шашист, чемпион Нидерландов по стоклеточным шашкам 1933 года.

## Биография
Фрек Раман родился 23 мая 1905 года в Амстердаме. С 16 лет увлёкся шашками и шашечной композицией, а с 18 лет стал принимать участие в соревнованиях, проводимых в Амстердаме. К началу 30-х годов XX века Раман стал одним из сильнейших игроков Нидерландов. Был чемпионом Амстердама. В 1931 и 1932 годах Раман дважды завоевал второе место в национальных чемпионатах, а в 1933 году стал чемпионом страны. В 1932 году Раман поставил мировой рекорд, сыграв сеанс одновременной игры на 135 досках со счётом +107-8=18. В 1937 году Раман посетил Париж, где достаточно успешно сражался с ведущими французскими мастерами, в частности, выиграл партию у Станисласа Бизо и сыграл вничью c Мариусом Фабром и жившим тогда во Франции Германом де Йонгом. После Второй мировой войны активного участия в соревнованиях не принимал. Написал несколько книг по теории шашек. Скончался в 1952 году.